# خورخي رولدان
خورخي رولدان (بالإسبانية: Jorge Roldán)‏ هو لاعب كرة قدم ومدرب كرة قدم غواتيمالي في مركز الوسط، ولد في 16 نوفمبر 1940 في مدينة غواتيمالا في غواتيمالا. شارك مع منتخب غواتيمالا لكرة القدم. أما مع النوادي، فقد لعب مع نادي أورورا ونادي إيركوليس.

## وصلات خارجية
- خورخي رولدان على موقع الاتحاد الدولي (مؤرشف)  (الإنجليزية)
- خورخي رولدان على موقع قاعدة بيانات كرة القدم.إي يو (الإنجليزية)
- خورخي رولدان على موقع ناشيونال فوتبول تيمز (الإنجليزية)
- خورخي رولدان على موقع عالم كرة القدم.نت (الإنجليزية)
- خورخي رولدان على موقع اللجنة الأولمبية الدولية (الإنجليزية)
- خورخي رولدان على موقع أوليمبيديا (الإنجليزية)